# Emma Thomas
Emma Thomas (Londen, 30 november 1970) is een Britse filmproducent.
Thomas is het meest bekend met producties van haar man de regisseur en producent Christopher Nolan, met wie ze in 1997 is getrouwd.
Ze studeerde aan de University College London, waar ze Nolan ontmoette. Haar eerste werken in de filmwereld waren Bean: The Ultimate Disaster Movie, The MatchMaker en The Borrowers als bedrijfscoördinator. Haar eerste werk als producent was de korte film Doodlebug van Nolan. Ze heeft samen met Christopher Nolan het productiebedrijf Syncopy Films opgericht.
Thomas en Nolan kregen samen vier kinderen.

## Filmografie

### Films
- 1998: Following
- 2000: Memento (associate producer)
- 2002: Insomnia (co-producer)
- 2005: Batman Begins
- 2006: The Prestige
- 2008: Batman: Gotham Knight (executive producer)
- 2008: The Dark Knight
- 2010: Inception
- 2012: The Dark Knight Rises
- 2013: Man of Steel
- 2014: Transcendence (executive producer)
- 2014: Interstellar
- 2016: Batman v Superman: Dawn of Justice (executive producer)
- 2017: Dunkirk
- 2017: Justice League (executive producer)
- 2020: Tenet
- 2023: Oppenheimer

### Documentaireserie
- 2001: Geo Genius (associate producer)

### Korte film
- 1997: Doodlebug

### Script supervisor[1]
- 1997: The Canterville Ghost
- 1998: My Son the Fanatic
- 1999: Guest House Paradiso
- 1999: Among Giants
- 1999: Heterosexuality
- 2000: Elephant Juice
- 2000: Metropolis Part 5
- 2001: Mike Bassett England Manager
- 2001: Some Voices
- 2002: The War Bride
- 2002: Shadow Man
- 2004: Five Children and It
- 2004: Danger Zone
- 2006: Captivity
- 2007: Benidorm (afleveringen 01/02/2007, 08/02/2007, 15/02/2007, 22/02/2007 en 01/03/2007)
- 2007: The Mark of Cain
- 2007: Boy A
- 2007: Benidorm (aflevering 08/03/2007)
- 2009: Horne & Corden (aflevering 10/03/2009)
- 2009: The Boat That Rocked
- 2010: Luther (aflevering 18/05/2010)
- 2010: Single Father (afleveringen 10/10/2010 en 17/10/2010)
- 2010: Tomorrow
- 2011: Johnny English Reborn
- 2012: Anna Karenina
- 2012: Love Bite
- 2018: Farming